# یلو لیک (ویسکانسین)
یلو لیک (به انگلیسی: Yellow Lake) یک منطقهٔ مسکونی در ایالات متحده آمریکا است که در شهرستان بارنت، ویسکانسین واقع شده‌است. یلو لیک ۲۹۴٫۱۴ متر بالاتر از سطح دریا واقع شده‌است.